# Boutourlino
Boutourlino (Бутурлино́) est une commune de type urbain de Russie située dans le sud de l'oblast de Nijni Novgorod, siège administratif du raïon et de la municipalité du même nom.

## Géographie

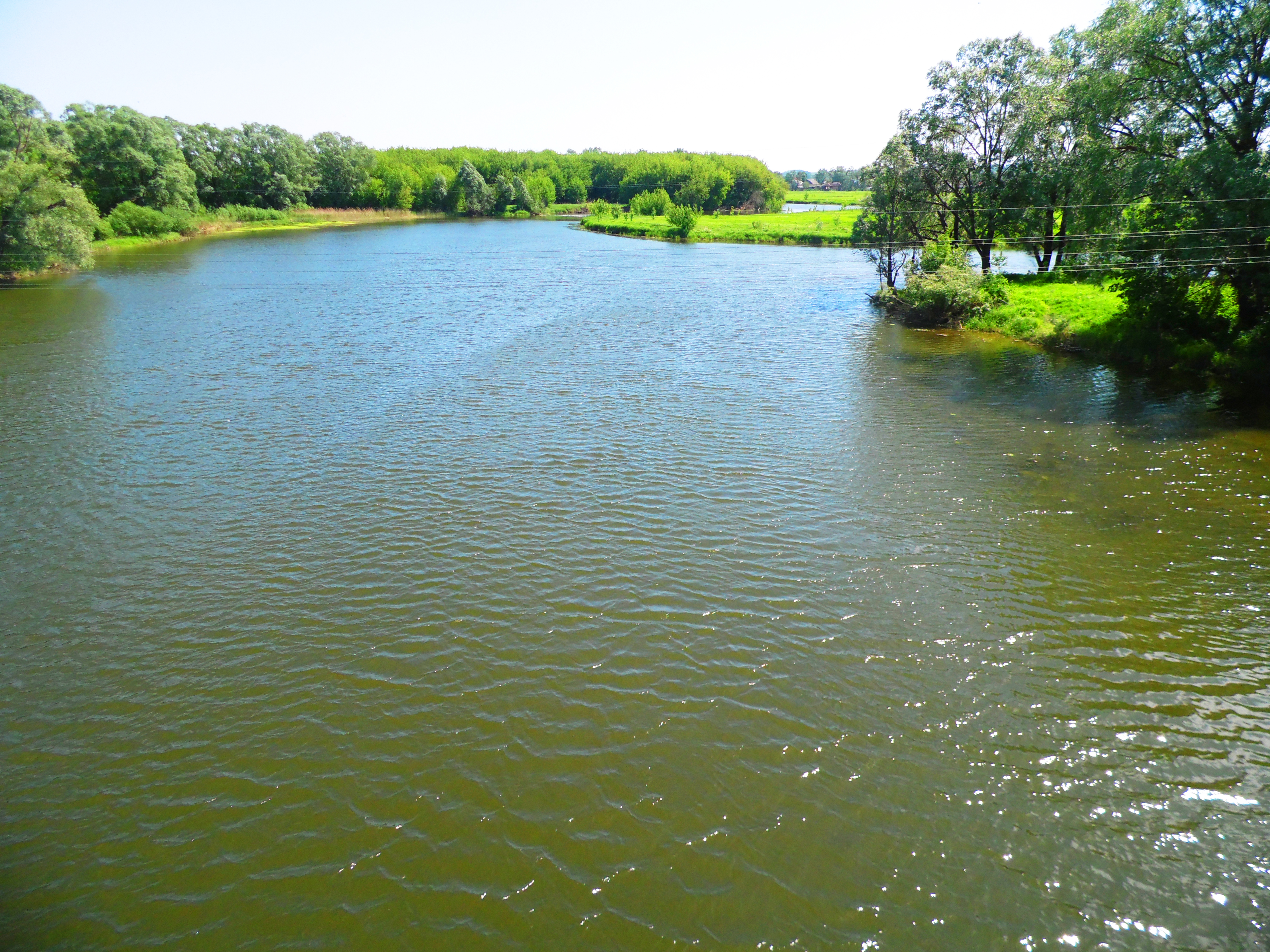
La rivière Piana à Boutourlino.

Boutourlino se trouve à 121 km au sud-est de Nijni Novgorod au bord de la rivière Piana, près de la gare ferroviaire de Smaguino, sur la ligne Moscou-Arzamas-Kazan (au kilomètre 482).
La municipalité de Boutourlino englobe aussi les villages de Filippovo (4 km à l'est), Iablonka (8 km au sud), Keslav (9 km au nord-ouest), Missiouritcha (7 km au sud-sud-est), Smaguino (7 km au nord-ouest) et Sofiïno (10 km au nord-ouest).

## Histoire
Le village est fondé au XVIe siècle par le voïvode Fiodor Boutourline sur des terres mordves, données par Ivan le Terrible en 1552 après la prise de Kazan. Il devient rapidement un marché local important et le siège administratif d'une volost rattachée sous l'Empire russe à l'ouïezd de Kniaguinino. Il obtient le statut de commune de type urbain en 1977.
Les noms populaires des différentes parties de Boutourlino (Kargala, Ketarcha, Erzovka, Bazino) ont survécu jusqu'à ce jour, correspondant aux villages du même nom qui se sont progressivement unis en une plus grande bourgade.
Dans les années 1550-1570, il y a eu un exode massif des tribus mordves de ces terres ouvertes exposées aux razzias des Tatars et peu à peu la colonisation agricole et la christianisation des Mordves s'est conjuguée à l'arrivée massive de Russes venus de l'ouest. Le village compte dans le deuxième quart du XVIIe siècle environ 700 habitants. Le propriétaire des terres est alors Roman Fiodorovitch Boborykine.
Entre 1779 et 1797 et entre 1802 et 1923, il fait partie administrativement de l'ouïezd de Kniaguinino et de 1923 à 1929 de l'ouïezd de Sergatch.

## Population
| Année | Habitants |
| ----- | --------- |
| 1959  | 2249      |
| 1979  | 5790      |
| 1989  | 6449      |
| 2002  | 6975      |
| 2010  | 6412      |
| 2016  | 6368      |
| 2018  | 6388      |
| 2021  | 6906      |

## Religion

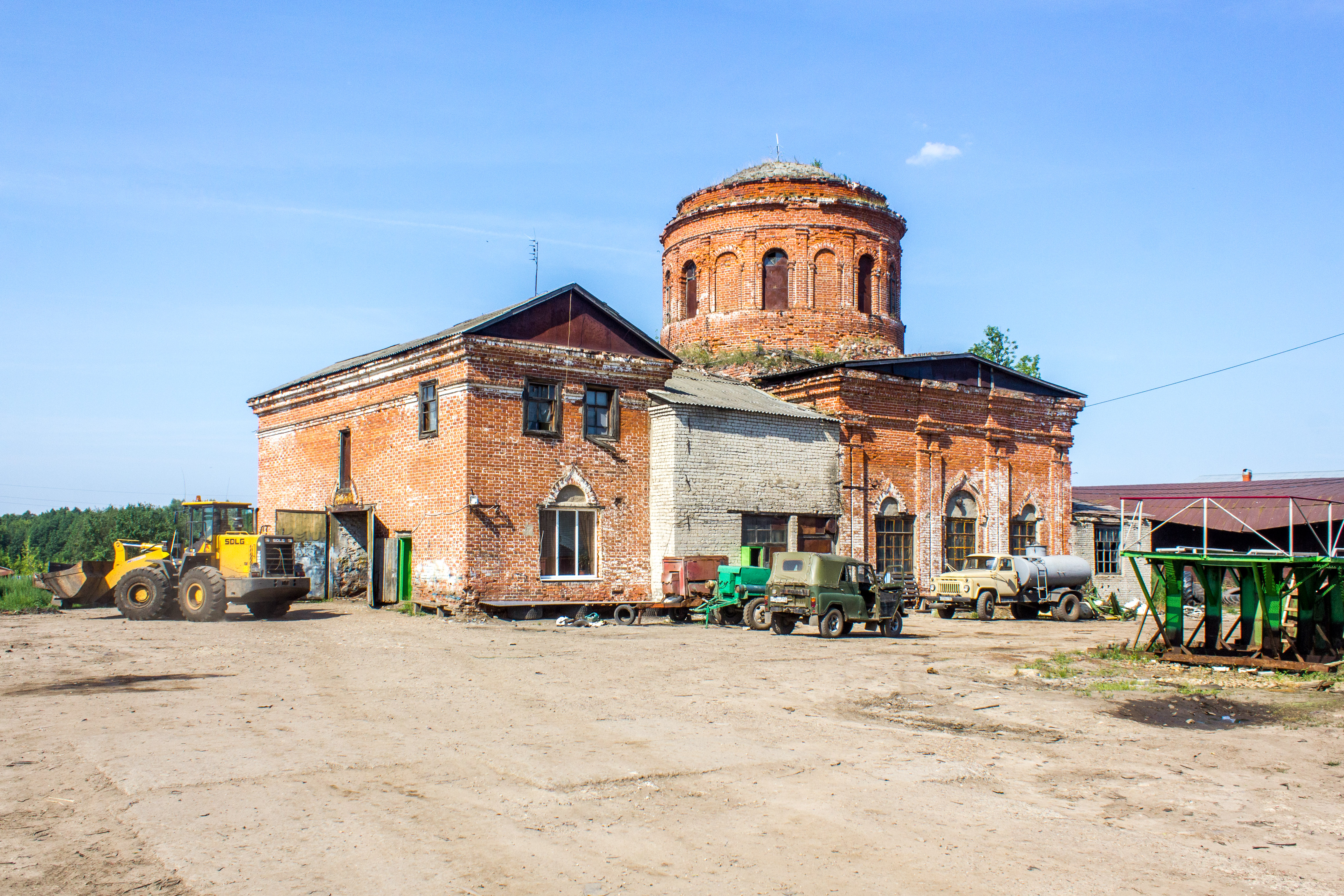
L'église Saint-Nicolas.

La commune dispose d'une église vouée à saint Serge de Radonège édifiée en 1837 et inscrite au patrimoine architectural d'importance locale. Elle est le siège du doyenné de Boutourlino qui dépend de l'éparchie de Lyskovo. L'autre église, dédiée à saint Nicolas et inscrite au patrimoine architectural local, sert de grange agricole.

## Personnalités
- Alexandre Sergueïev (né en 1955), physicien, président de l'Académie des sciences de Russie